# إيفان سانشيز (لاعب كرة قدم)
إيفان سانشيز (بالإسبانية: Iván Sánchez Aguayo)‏ (23 سبتمبر 1992 في إسبانيا - ) هو لاعب كرة قدم إسباني في مركز جناح ‏. لعب مع أتلتيكو مدريد ب وأتلتيكو مدريد وريال خاين ونادي ألميريا ونادي إلتشي ونادي ألميريا ب.

## وصلات خارجية
- إيفان سانشيز على موقع قاعدة بيانات كرة القدم.إي يو (الإنجليزية)
- إيفان سانشيز على موقع Soccerway.com (الإنجليزية)
- إيفان سانشيز على موقع عالم كرة القدم.نت (الإنجليزية)
- إيفان سانشيز على موقع AS.com (الإسبانية)